# Oldroydia
Oldroydia is een monotypisch geslacht van keverslakken uit de familie van de Leptochitonidae.

## Soort
- Oldroydia percrassa (Dall, 1894)